# Roberta Torre
Roberta Torre (née le 21 septembre 1962 à Milan) est une réalisatrice de cinéma italienne.

## Filmographie
- 1994 : Senti amor mio?
- 1994 : Le Anime corte
- 1995 : Spioni
- 1996 : Palermo bandita
- 1997 : Mais qui a tué Tano ? (Tano da morire)
- 2000 : Sud Side Stori (it)
- 2002 : Angela
- 2006 : Perversion (Mare nero)
- 2009 : Itiburtinoterzo
- 2009 : La notte quando è morto Pasolini
- 2010 : I baci mai dati (it)
- 2017 : Riccardo va all'inferno
- 2022 : Le favolose
- 2023 : Mi fanno male i capelli (it)